# Гідатопіроморфізм
Гідатопіроморфізм (англ. hydatopyromorphism, нім. Hydatopyromorphismus m) — процес зміни мінералів і порід, який відбувається під впливом перегрітої води і водних розчинів і часто великого тиску, а інколи і атмосферного впливу, тобто в результаті одночасної дії високої температури і гідрохімічних процесів
Термін близький до «Гідротермальний метаморфізм». Вперше його вжив 1869 року французький гелог-розвідник Габріель Огюст Добре у своїй праці «Дослідження та експерименти щодо метаморфізму та утворення кристалічних порід».